# Safawiden

Flagge des safawidischen Persiens (Iran) unter dem Schah Ismail II. mit Löwe und Sonne (schir o chorschid).

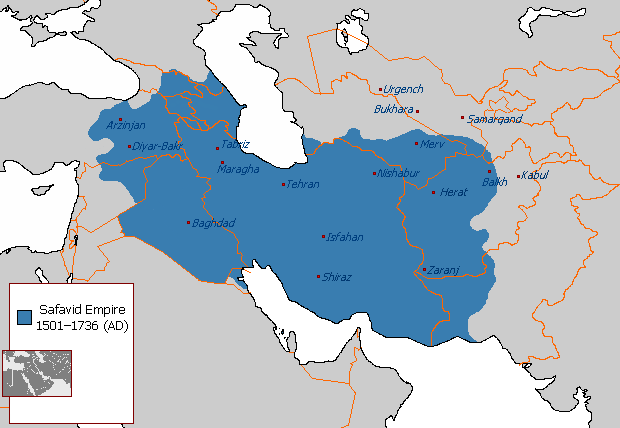
Das Reich der Safawiden in seiner größten territorialen Ausdehnung um 1510

Die Safawiden (auch Safaviden; persisch صفویان, DMG Ṣafawīyān; aserbaidschanisch صفوی‌لر Səfəvilər) waren eine aus Ardabil in der iranischen Region Aserbaidschan stammende Herrscherdynastie in Persien, die von 1501 bis 1722 regierte und den schiitischen Islam als Staatsreligion etablierte.

## Politische Geschichte

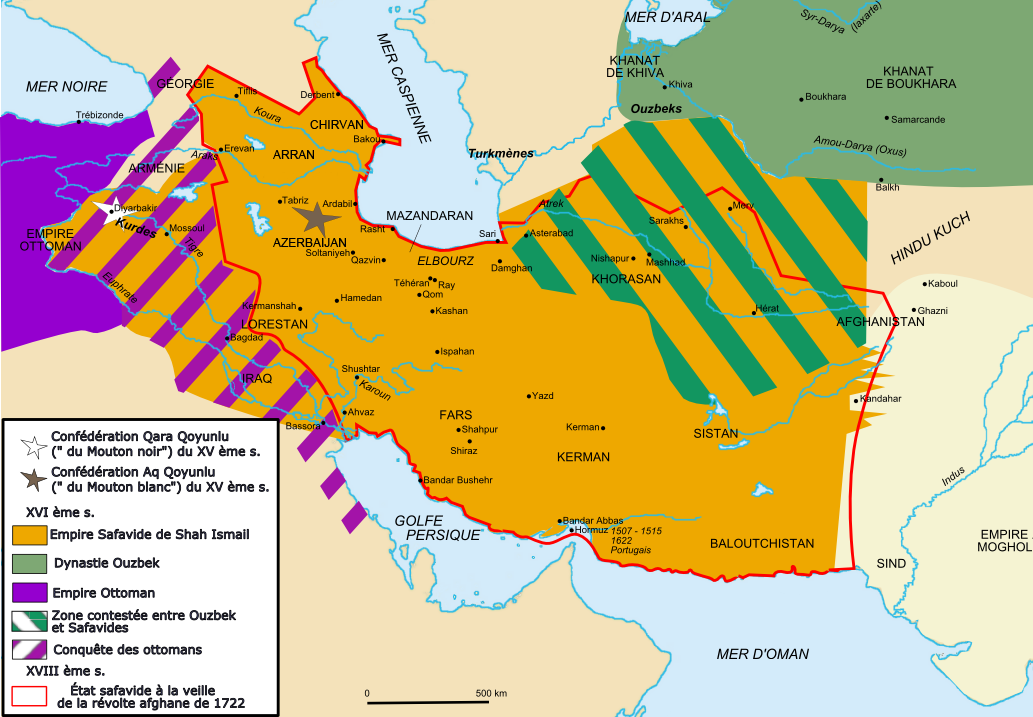
Reich der Safawiden und Gebietsverluste

Die Vorfahren der Safaviden waren kurdische Adlige, die im 12. Jahrhundert nach Aserbaidschan übersiedelten. Die Dynastie lässt sich bis auf Scheich Safi ad-Din Ardabili (1252–1334) zurückverfolgen, der 1301 einen sunnitischen Sufi-Orden in Ardabil gründete. Dieser militarisierte sich ab der Mitte des 15. Jahrhunderts zunehmend (siehe auch: Safawiyya) und wandelte sich zu einer messianischen Bewegung. Der Anführer des Ordens, Jonayd, heiratete die Schwester Uzun Hasans, sein Sohn Shaykh Hadar heiratete dessen Tochter Halima, welche mütterlicherseits eine Nachfahrin der byzantinischen Kaiser war. Sowohl Jonayd als auch Shaykh Hadar fielen im Kampf gegen auswärtige Feinde. Der safavidische Orden wurde von den Kizilbasch, einer Föderation turkmenischer Stämme, unterstützt, welche von den Osmanen angegriffen wurden. Ab Mitte des 15. Jahrhunderts bezeichneten sich die safavidischen Anführer als Schah. Die Hauptsprache der Safawiden-Herrscher war Aseri, es wurde bis zum Zusammenbruch des Staates im Safawiden-Palast gesprochen.
Unter dem Schah Ismail I. (1484–1524) gelang 1501 die Eroberung von Täbris und der Sturz der turkmenischen Aq Qoyunlu. Zu den Turkmenenstämmen, die die Errichtung des darauffolgenden Safawidenreiches unterstützt haben, gehören die Afschar, Kadscharen, Teke, Humuslu, Şamli, Ustac, Dulkadir und Varsaken. Ismail ließ viele sunnitische Gelehrte töten, so etwa in Tabris und Baghdad, das er 1508 eroberte. Ismail betrieb eine Politik der Schiitisierung der eroberten Gebiete, wobei ihm der libanesische Gelehrte Jabal 'Amil half, den er, zusammen mit anderen verfolgten schiitischen Gelehrten, an seinem Hof leben ließ. Die Qizilbash wurden teils zu neuen Besitzern des Landes in den eroberten Gebieten. Ismail schuf das Amt des vakil, grob übersetzbar mit „Regent“, das Amt des Vorstehers der Vorsteher (khalifat al-khulafa) und besetzte beide mit Männern, die den Qizilbash entstammten. Eroberungen der Usbeken unter Shayban Khan im Osten des iranischen Gebietes veranlassten Ismail dazu, einen Feldzug gegen die Usbeken zu beginnen. Im Jahre 1510 wurde Shayban Khan besiegt und getötet. Ismail eroberte Herat und Merv, ein Versuch, Samarkand zu erobern, blieb allerdings ergebnislos. In den eroberten Gebieten ließ Ismail viele Sunniten in der Bevölkerung töten. Die Safawiden entsandten auch Missionare in die östlichen Gebiete des Osmanischen Reiches und nach Anatolien, welche dort unter dem Schah Qoli Baba zum Aufstand gegen die Osmanen riefen. Nach dem Tod Schah Qolis kam es zu einer vorübergehenden Verbesserung der Beziehungen zwischen Osmanen und Safawiden. Im Jahr 1512 unternahm der neue osmanische Sultan Selim I. einen Krieg gegen die Safawiden, der im Jahre 1514 in die Schlacht bei Tschaldiran mündete, die eine katastrophale Niederlage für die Safawiden darstellte. Die Osmanen eroberten nun auch die Hauptstadt Täbris. Abbas Amanat sieht in der Schlacht von Tschaldiran den Wendepunkt der messianischen Bewegung unter den Safawiden.
Auch der Nachfolger, Tahmasp I. (1524–1576), befand sich im Konflikt mit den Osmanen und Usbeken. Während er Chorasan gegen Letztere behaupten konnte, gingen der Irak und Aserbaidschan nacheinander bis 1534 an die Osmanen verloren. 1555 legte der Friede von Amasya die neue Grenze zum Osmanischen Reich fest.

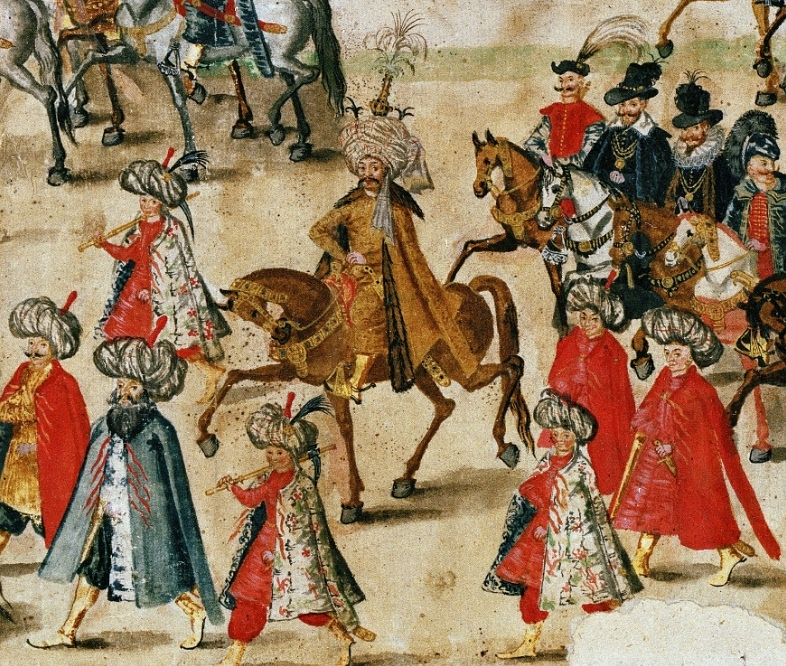
Der persische Botschafter Mechti Kuli Beg betritt Krakau, wo er der Hochzeit des Königs Sigismund III. 1605 beiwohnt.

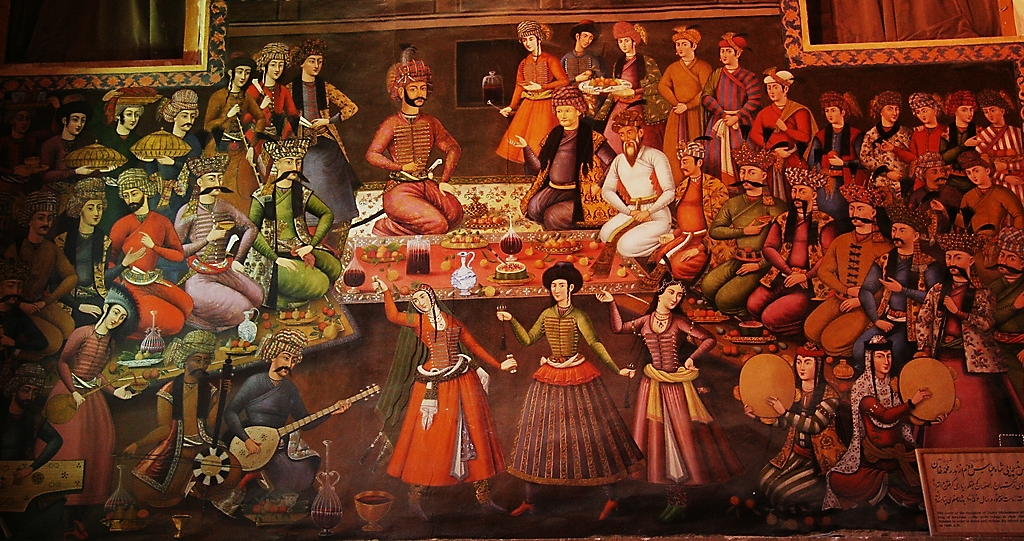
Musik, Tanz, Poesie und Weintrinken am persischen Hof von Schah Abbas II.

Nach einigen dynastischen Wirren erreichte Abbas I., der Große (1587–1629) eine Konsolidierung des Reiches. Unter ihm konnte 1601 Bahrain besetzt werden. 1603 konnten die Osmanen aus Aserbaidschan, Armenien und Georgien vertrieben werden und 1623 wurde sogar der Irak mit Bagdad rückerobert. Damit gerieten die schiitischen Wallfahrtszentren Nadschaf und Kerbela wieder unter persische Kontrolle. 1595 wurden die Übergriffe des Usbeken Abdullah II. gestoppt. Durch geschickte wirtschaftspolitische Administration kam das Land zu Wohlstand. Dies spiegelte sich im Ausbau der Infrastrukturen, insbesondere der neuen Hauptstadt Isfahan, die nun ein hervorragendes Straßensystem und repräsentative Projekte wie den Meidān-e Naqsch-e Dschahan aufwies. Auch begrenzte Abbas I. den Einfluss des turkmenischen Militärs durch den Aufbau von Truppen aus christlichen Sklaven.
Unter den Nachfolgern von Abbas I. verlor die Zentralverwaltung an Einfluss. Lediglich unter Schah Abbas II. (1642–1666) reformierte und konsolidierte sich das Reich. Unter seiner Ägide wurden enge Handelskontakte mit den europäischen Seemächten England und Holland etabliert. 1649 konnte Kandahar im heutigen Süd-Afghanistan besetzt werden, das sowohl Persien als auch das indische Mogulreich beanspruchten.
Gegen Ende des 17. Jahrhunderts kam es unter Sultan Husain (Regierungszeit 1694–1722) zu einem starken wirtschaftlichen Niedergang. Da gleichzeitig die Sunniten im Reich zwangsweise zum schiitischen Islam bekehrt werden sollten, brach 1719 ein Aufstand der paschtunischen Ghilzai aus. Diese eroberten 1722 Isfahan und setzen den amtierenden Schah ab. Diese neue Hotaki-Dynastie konnte sich nur einige Jahre halten. Der Sohn des Herrschers, Tahmasp II. und sein General Nadir Schah konnten 1729 die Eindringlinge vertreiben. Doch die Safawiden (Tahmasp II. und sein Sohn Abbas III.) waren Marionetten der Afschariden. So machte Nadir Schah 1736 der Dynastie ein Ende. In einigen Provinzen konnten sich die Safawiden (Ismail III.) bis 1773 halten, allerdings ohne tatsächlich Macht innezuhaben.

## Der schiitische Islam als Staatsreligion
Die Safawiden waren keineswegs die ersten schiitischen Herrscher in Iran. Sie spielten aber eine ausschlaggebende Rolle bei der Etablierung des schiitischen Islams als offizielle Religion im gesamten Iran.
In einigen Städten wie Ghom und Sabzevar gab es schon im 8. Jahrhundert große schiitische Gemeinden. Im 10. und 11. Jahrhundert herrschten die Buyiden, die zur Zaiditenströmung der Schiiten gehörten, in Fars, Isfahan und Bagdad. Als Folge der Mongoleneroberung und der relativen religiösen Toleranz der Ilchane wurden die schiitischen Dynastien in Iran wiederhergestellt, so die der Sarbedaran in Chorasan. Der Ilchan Schah Öldscheitü konvertierte im 13. Jahrhundert zum Zwölferschiitentum.
Nach der Eroberung Irans durch Schah Ismail ordnete er die Konversion der sunnitischen Bevölkerung an und reduzierte den Einfluss der sunnitischen Ulema. Ismail I. brachte schiitische Gelehrte, darunter vor allem aus dem Libanon, ins Land und schenkte ihnen Land und Geld. Im Gegenzug forderte er ihre Loyalität. Während der Herrschaft der Safawiden wuchs die Macht der schiitischen Ulema. 1501 wurde die Zwölfer-Schia als Staatsreligion eingeführt. Trotz des Sufiursprungs der Safawiden wurden andere Sufigruppen, außer dem Nimatullahi-Orden, verboten. Iran wurde zu einer feudalen Theokratie; der Schah war das göttlich bestimmte Haupt des Staates und der Religion. Niederlagen gegen die Osmanen, aber auch der Entzug des Einflusses der vormaligen turkmenisch-aserbaidschanischen Gefolgsleute der Safawiden bewegten Schah Tahmasp I., 1548 die Hauptstadt von Täbris nach Qazvin zu verlegen. Abbas I. verlegte die Hauptstadt um 1598 nach Isfahan, das er zur prachtvollen Residenzstadt ausbaute.

## Herrschaftsstruktur
Nach der Eroberung Irans unter Schah Ismail wurden die zuvor nomadisierenden Qizilbash sesshaft und beanspruchten territorial abgegrenzte Herrschaftsrechte für sich. Der Schah selbst besaß zu dieser Zeit nur wenig eigenes Land. Vielmehr fokussierte sich die safawidische Herrschaft zu dieser Zeit auf die Landvergabe im ahmen von Personenverbänden, die mittels Heiratspolitik in das Herrschaftssystem eingebunden wurden. Es existierte auch nur eine kleine zentrale Herrschaftsstruktur. Auch wenn es keine klare Abgrenzung gab, bestand die Tendenz, militärische und herrschaftliche Befugnisse den Qizilbash zu übertragen, wohingegen Iranern die Verwaltungsangelegenheiten zugewiesen wurden. Örtliche Grundbesitzer, die sich mit den Safawiden arrangierten, blieben unter Ismail in ihrer Stellung. Ismails Sohn Tahmasp I. versuchte, die Qizilbash durch Sklaveneliten zu ersetzen. Unter dem Schah Abbas I. suchte dann weiterhin die Macht der Qizilbash zu brechen.

## Wirtschaft

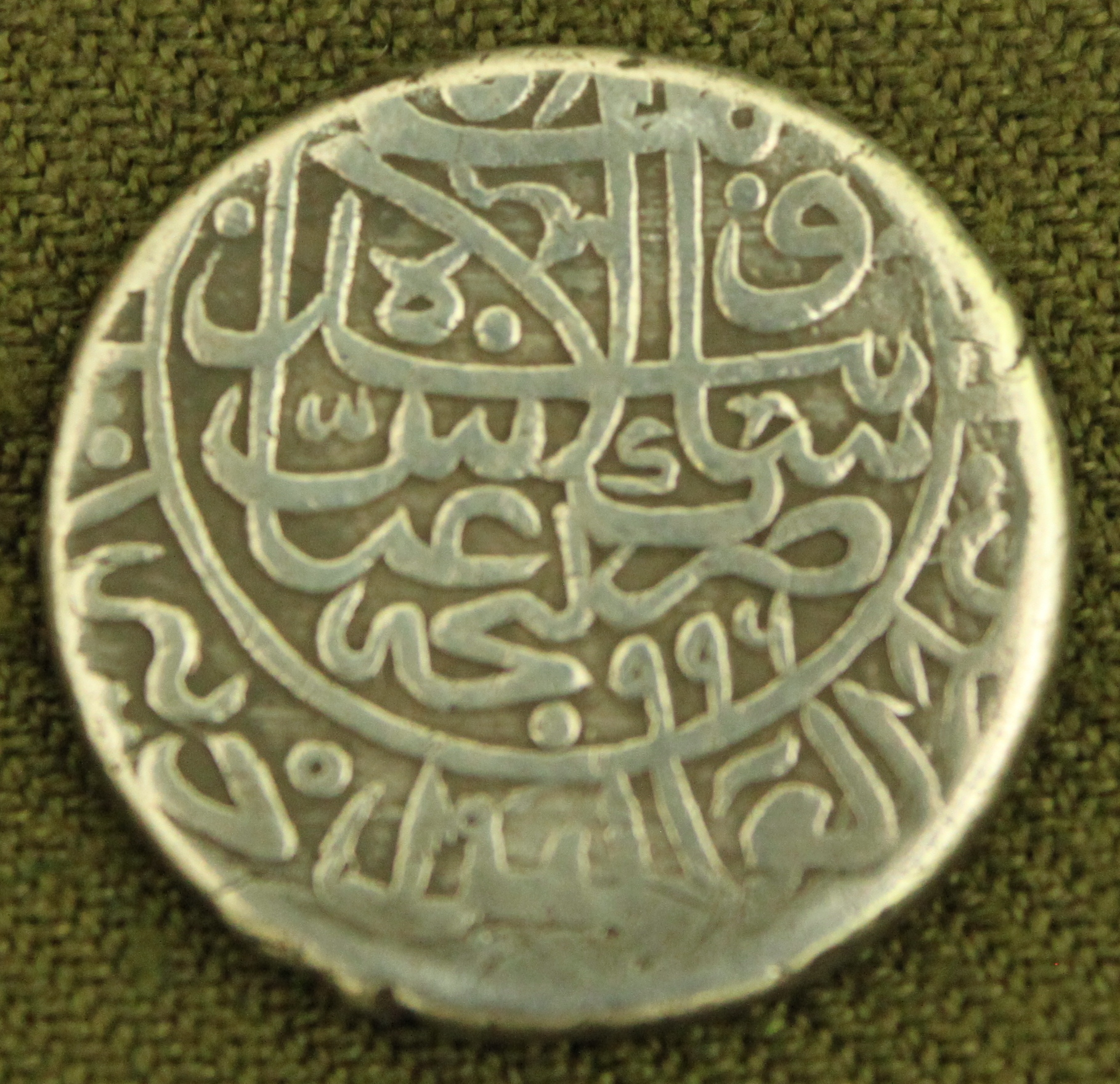
Silbermünze Abbas I. von 1587

Unter Schah Abbas I. erreichte das Safawidenreich seinen wirtschaftlichen Höhepunkt. Seine Lage zwischen Europa, Indien und dem islamischen Zentralasien im Osten und Norden förderte die Entwicklung. Besondere Begünstigung erfuhr der Standort durch die wachsende technische Entwicklung Europas, das seinen Einfluss über den Nahen und Mittleren Osten hinweg ausdehnte. Die großen Handelskompanien Englands, Frankreichs und der Niederlande wickelten mit den Safawiden bedeutende Handelsgeschäfte ab. Die Exporte aus Persien gelangten weniger über die alten Handelsstraßen, wie die durch das nördliche Persien führende Seidenstrasse, als vornehmlich über das Meer nach Europa und Indien. Rege Geschäftstätigkeiten mit umfangreichen Handelsvolumina sind auch der armenischen Minderheit zuzuschreiben. Wegen ihres wirtschaftlichen Gespürs und aufgrund ihrer hervorragenden Netzwerke ließ Schah Abbas I. Tausende von aserbaidschanischen Armeniern (aus Dscholfâ) in seine Residenzstadt Isfahan umsiedeln, um von deren Wirtschaftsleistung zu profitieren. Zahlreiche persische Handelsvertretungen vernetzten sich zunehmend auch mit fernen Regionen, wie China oder dem skandinavischen Raum.
Abbas I. zentralisierte die Macht in seinem Reich und festigte sie mit wirksamen administrativen Anordnungen. Damit förderte er auf Dauer auch die Produktivkräfte im Land. So senkte er die Steuern, finanzierte den Ausbau der Infrastruktur (insbesondere Straßenbau) und erhöhte damit die Effektivität der entlang der Straßen liegenden Karawansereien. Refinanziert wurden die Ausgaben durch Wegesteuern in Gold und Silber, was vornehmlich die Europäer traf. Wegesteuern waren bisweilen die Haupteinnahmequelle des Staates. Das Handwerk hatte damit einen florierender Außen- wie Binnenmarkt. Besonders rechnete sich das für die Seiden- und Teppichproduktion, deren Umfang und Marktpräsenz bedeutend zunahmen. Insbesondere in Europa war die Nachfrage nach persischen Teppichen, Seide sowie Textilien sehr groß. Andere Exportgüter waren Pferde, Ziegenhaar, Perlen und eine Bittermandel, die Hadam-Talka, die in Indien als Gewürz benutzt wurde. Hauptimporte waren Gewürze, Textilien (Wollwaren aus Europa, Baumwolle aus Gujarat), Metalle, Kaffee und Zucker.
Die Safawiden hatten immer wieder Auseinandersetzungen mit den Portugiesen, die mit den Osmanen verbündet waren. Sie machten ihnen die Vormachtstellung über die Handelsrouten streitig – so beispielsweise durch ein Fort auf der Insel Hormus, wodurch die gleichnamige Seestraße kontrolliert wurde. Außerdem versuchten die Osmanen, die Europäer aus der Region fernzuhalten, was den intensivierten Handelsbeziehungen der Safawiden hinderlich war. Den Hintergrund für die osmanisch-safawidische Feindschaft bildete vornehmlich der attraktive Seidenhandel.

### Kunsthandwerk, Buchkunst und Malerei

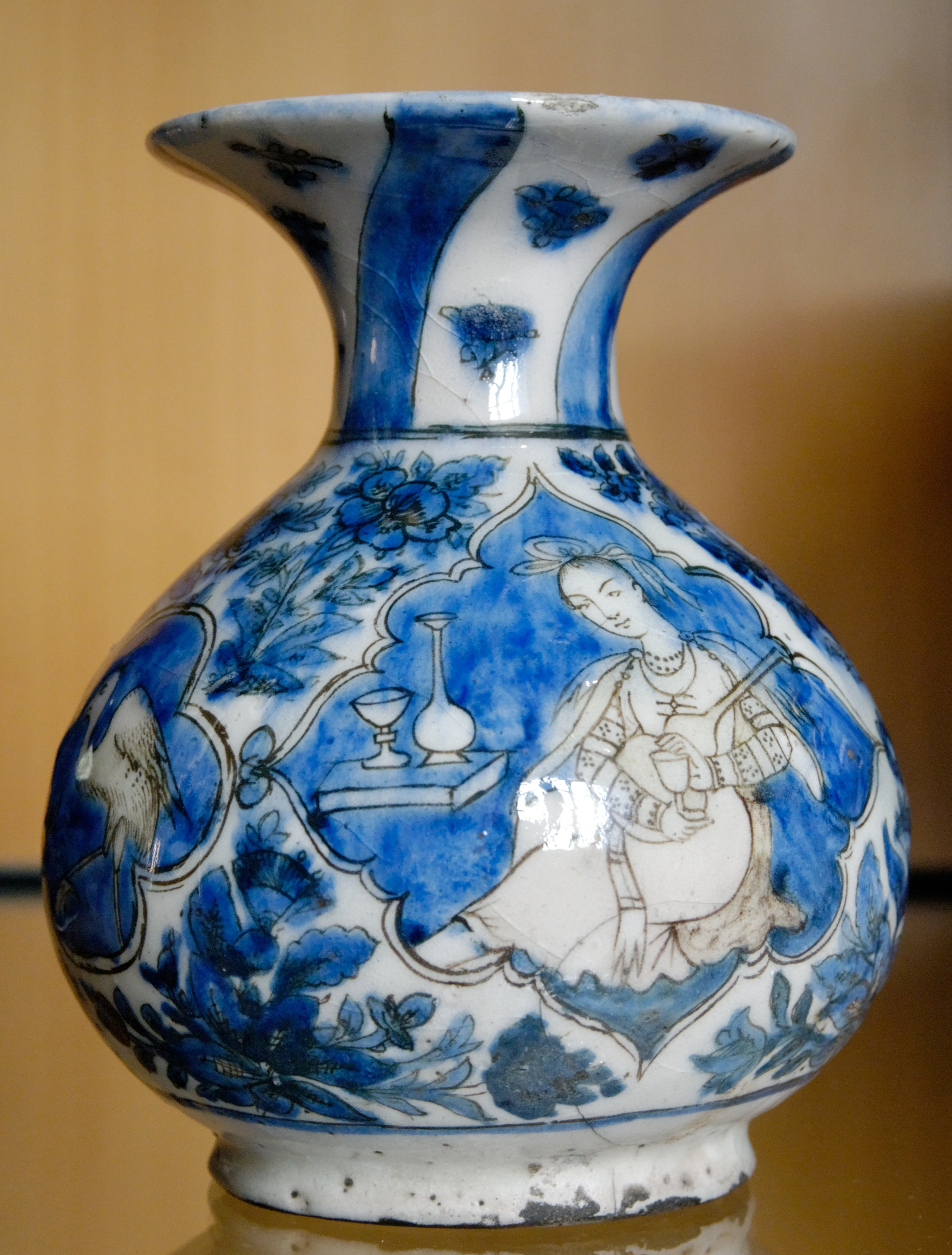
Safawidische Keramik: Vase aus dem 17. Jahrhundert

### Architektur

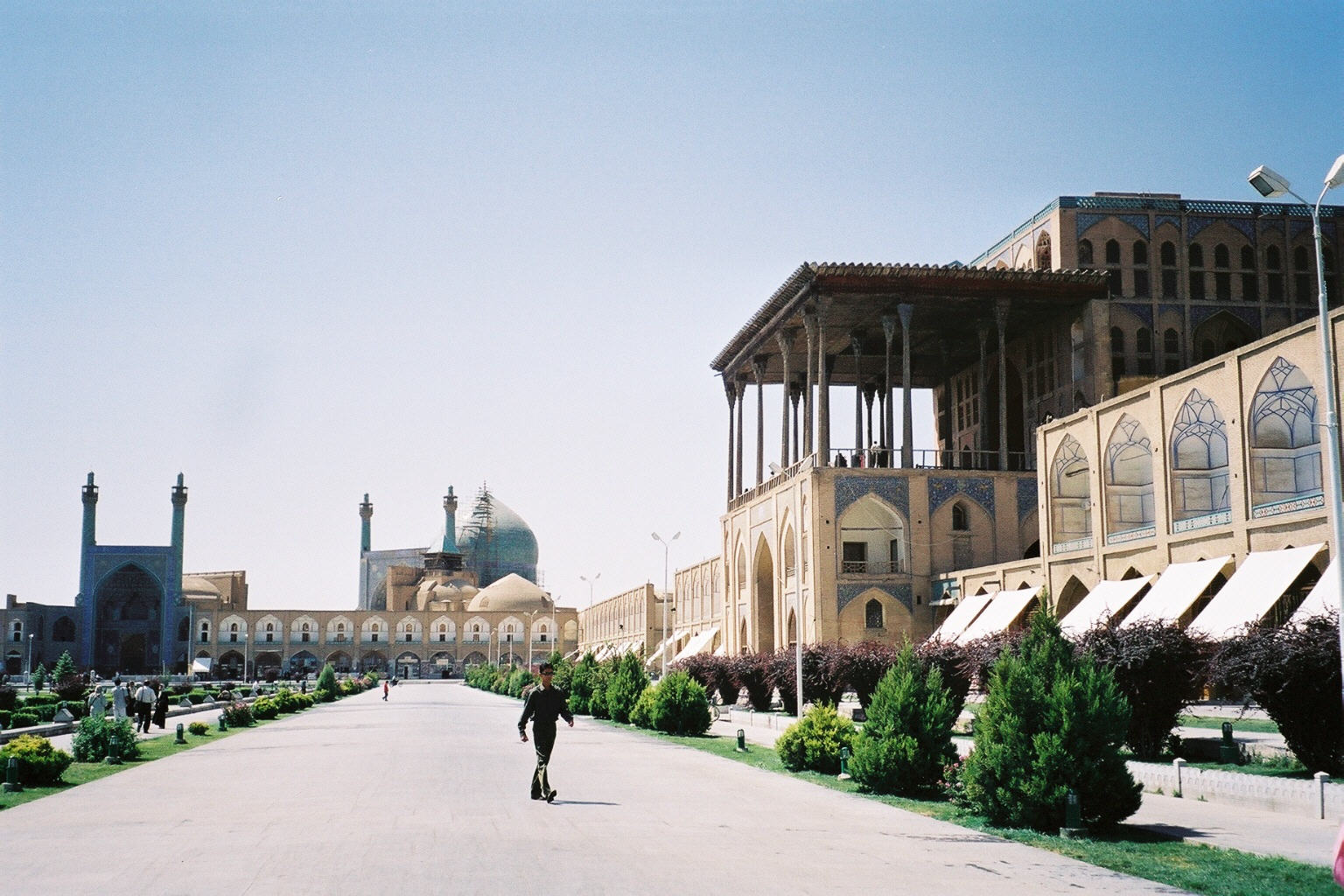
Verandatyp (tālār) der Safawiden im ‘Ālī Qāpū-Palast rechts

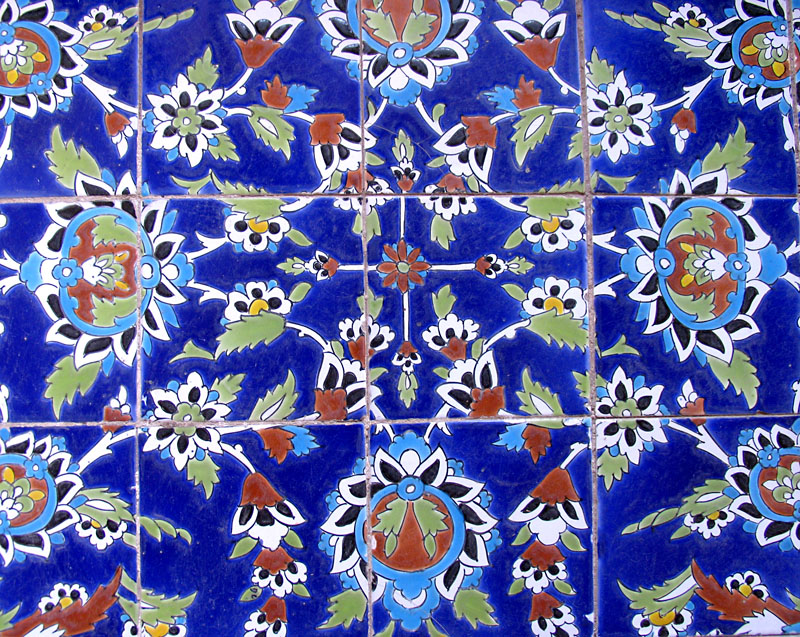
Blauglasierte Fliesen mit floralen Mustern am ‘Ālī Qāpū-Palast

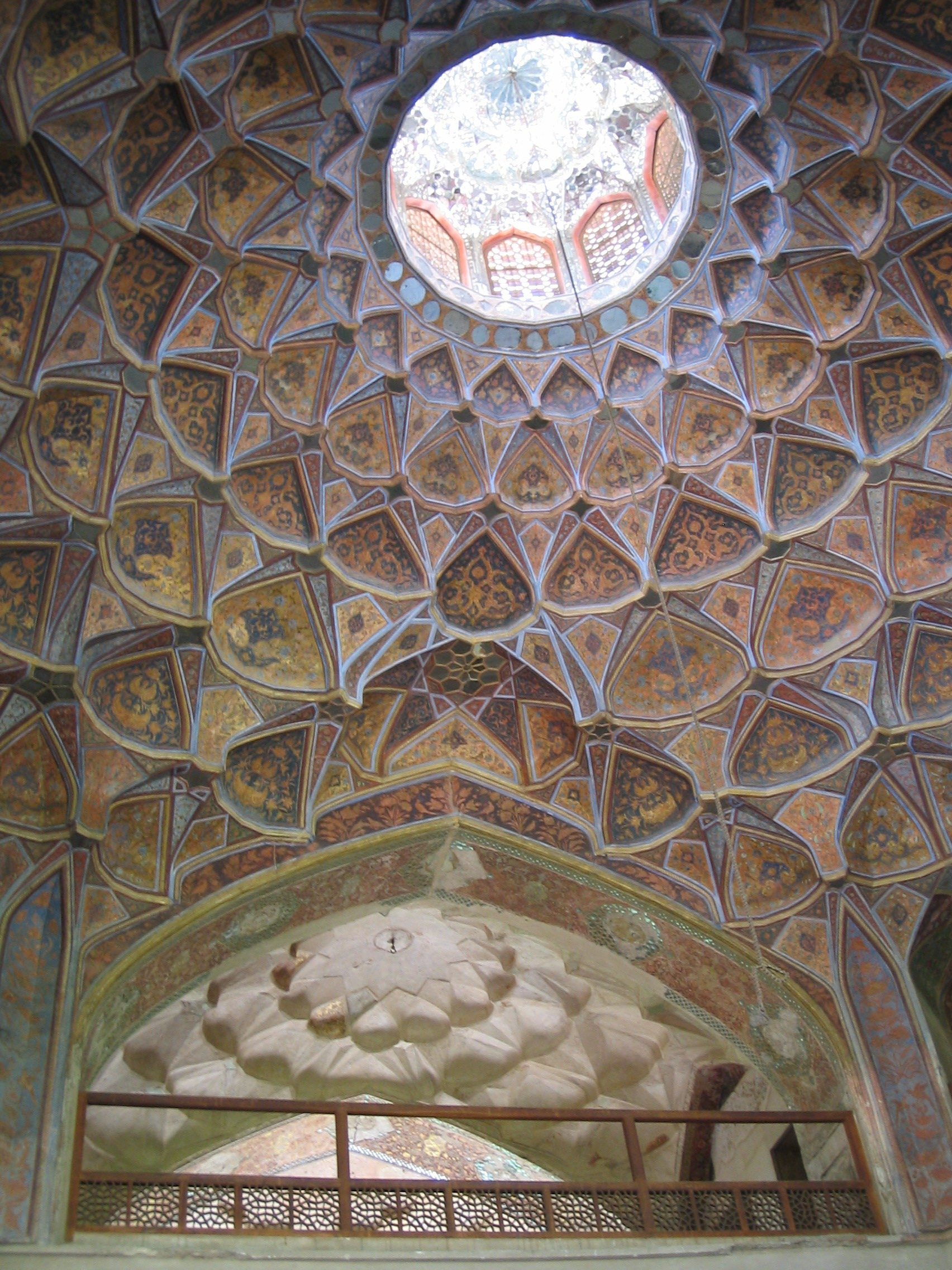
Typisches Stalaktitengewölbe der Safawidenarchitektur am Hescht-Behescht-Palast

## Kultur